# Konstantin II (motpåve)
Konstantin II, död 769, var motpåve från den 5 juli 767 till den 6 augusti 768. Han uppsattes som motpåve genom ingripande av sin bror hertig Toto av Nepi efter Paulus I:s död, men blev störtad ett drygt år senare. Konstantin inspärrades efter kröningen av Stefan III i ett kloster och bländades. 